# Una donna senza amore
Una donna senza amore (Una mujer sin amor) è un film del 1952 diretto da Luis Buñuel. L'opera rientra cronologicamente e stilisticamente nel così detto primo periodo messicano che va dal 1946 al 1955, dopo gli anni d'esilio del regista spagnolo, prima in Francia e poi negli Stati Uniti, in seguito al colpo di stato di Francisco Franco.

## Trama
Il facoltoso antiquario Carlos Montero è un padre molto rigido con il figlio Carlitos e nel rapporto con la giovane moglie Rosario. In buona fede e al fine di dare un'educazione al figlio l'uomo è molto severo, Carlitos d'altra parte mostra un'anima ribelle e la madre cerca di proteggerlo dai suoi eccessi. In seguito a una punizione dovuta al suo comportamento scolastico e alla sua difesa che si trasforma in sfida il bambino, rinchiuso in camera sua, scappa di casa. Verrà recuperato da un uomo, Julio Mistral, il cui fascino contagerà la madre Rosario dopo aver raccolto la fiducia del figlio stesso. Al momento della restituzione alla casa paterna Carlos Montero è molto riconoscente, nasce una grande amicizia che non è falsa pur celando una tenera storia d'amore che nasce tra Rosario e Julio. La trama fa un salto di anni, tanti da ritrovare due giovani, i fratelli Carlos e Miguel. Quest'ultimo è frutto della relazione tra Rosario e Julio. Miguel alla morte del padre, che intanto si era stabilito in Brasile da solo visto che la donna non l'aveva seguito nella fuga progettata scegliendo il dovere verso la famiglia in luogo del piacere dell'amore, riceve un'inaspettata enorme eredità. L'invidia e la rabbia si impadroniscono violentemente di Carlos, che poi comprenderà anche le motivazioni dell'eredità ingiusta. I due fratelli si affrontano violentemente, tra le cause anche una rivalità per una ragazza non indifferente a Carlo che diventa la moglie di Miguel. Carlo offende la madre adultera, la moglie del fratello Luisa, tutto il mondo familiare che ritiene falso. Rinuncia al progetto dell'edificazione dell'ospedale insieme a Miguel e trova un'altra occupazione nel sud del Messico. A questo punto la madre si fa le sue ragioni con certezza e sta per cacciare i figli ingrati che stanno negando la sua vita dove, nel conflitto tra dovere e amore, ha cresciuto una famiglia con tutta l'amorevolezza che quest' onere richiede.  I figli abbracciano la madre, chiedono perdono e comprendono. In tutto ciò il vecchio Carlos Montero, che muore a tavola durante la festa con congiunti e amici, si riscatta con la sua teatrale felicità e soddisfazione per il successo della sua famiglia, svanita ogni ombra grazie all'affetto, all'intelligenza, alla tolleranza.

## Accoglienza
Alberto Cattini scrive: «È il dramma della gelosia di un figlio che, davanti all'improvvisa fortuna del fratello, indaga e scopre che Jean (Jean del romanzo di Maupassant nel film è Miguel - NdR) è il "frutto" di un adulterio della madre». Il critico cita poi Raymond Borde che nel personaggio di Pedro (il Pierre del romanzo Pierre e Jean che nel film è Carlos - NdR) si riscontra «quella esasperazione, quell'incrollabile violenza, quel talento per l'insulto colorito che, dai tempi di Modot in L'âge d'or, Buñuel offre come antidoto alla edificante rassegnazione dei personaggi perbene».